# Mosè difende le figlie di Jetro (Farinati)
Mosè difende le figlie di Jetro è un dipinto del pittore veronese Paolo Farinati, realizzato con la tecnica della pittura a olio su tela, conservato presso il museo di Castelvecchio a Verona.
Dal Giornale, il libro in cui Farinati era solito registrare tutte le attività della sua bottega, apprendiamo che la tela venne commissionata il 2 marzo 1583 da Pellegrino Ridolfi per il suo palazzo con un compenso pattuito di 360 lire.
Presso il museo nazionale di Stoccolma  e il Fitzwilliam Museum di Cambridge sono conservati due bozzetti preparatori per l'opera che presentano alcune sostanziali differenze dal risultato finale.
I critici hanno evidenziato come la figura a fianco di Mosè sia molto simile a quella che appare nella grande tela La strage degli innocenti realizzata dallo stesso autore per il presbiterio della chiesa di Santa Maria in Organo a Verona, mentre nel complesso la tela appare ispirata all'omonima dipinta da Rosso Fiorentino intorno al 1523-1524. È stata anche sottolineata la presenza di numerosi animali, un elemento insolito nelle opere di Farinati.